# Вихров, Валерий Владимирович
Вале́рий Влади́мирович Вихро́в (род. 1961) — советский легкоатлет, специалист по бегу на короткие дистанции и барьерному бегу. Выступал на всесоюзном уровне в 1980-х годах, победитель и призёр первенств всесоюзного значения, участник Игр доброй воли в Москве и международного турнира «Дружба-84». Представлял Москву и физкультурно-спортивное общество «Динамо».

## Биография
Валерий Вихров родился в 1961 году. Занимался лёгкой атлетикой в Москве, выступал за всесоюзное физкультурно-спортивное общество «Динамо».
Впервые заявил о себе в сезоне 1983 года, когда в беге на 400 метров с барьерами одержал победу на соревнованиях в Москве. Принимал участие в чемпионате страны в рамках VIII летней Спартакиады народов СССР в Москве, где занял седьмое место в личном зачёте 400-метрового барьерного бега и с московской командой стал серебряным призёром в эстафете 4 × 400 метров. Позднее также стартовал на соревнованиях в Ленинграде, финишировал вторым на всесоюзном старте в Одессе.
В 1984 году в беге на 400 метров с барьерами выиграл бронзовую медаль на соревнованиях в Сочи, показал четвёртый результат на Мемориале братьев Знаменских в Сочи, получил серебро на соревнованиях в Киеве, установив при этом личный рекорд — 49,40. Выступал на международном турнире «Дружба-84» в Москве.
В 1985 году в той же дисциплине отметился победой на всесоюзных соревнованиях в Киеве.
В 1986 году на Мемориале братьев Знаменских в Ленинграде установил личный рекорд в беге на 400 метров (49,85) и взял бронзу в беге на 400 метров с барьерами. Позднее стал бронзовым призёром на соревнованиях в Краснодаре, занял 11-е место на Играх доброй воли в Москве, завоевал бронзовую награду в эстафете 4 × 400 метров на чемпионате СССР в Киеве.